# Anthurium cardenasii
Anthurium cardenasii är en kallaväxtart som beskrevs av Thomas Bernard Croat. Anthurium cardenasii ingår i släktet Anthurium och familjen kallaväxter. Inga underarter finns listade.